# Indijum(III) fosfid
Indijum fosfid (InP) je binarni poluprovodnik koji se sastoji od indijuma i fosfora. On ima čeono-centriranu kubnu kristalnu strukturu, identičnu sa  i većinom  poluprovodnika. 
InP se koristi u elektronici visoke snage i frekvencija zbog njegove superiorne elektronske brzine u odnosu na poluprovodnike u široj upotrebi poput silicijuma i galijum arsenida. On takođe poseduje direktnu zabranjenu zonu, što ga čini podesnim za optoelektronske uređaje kao što su laserske diode. InP se isto tako koristi kao zamena za epitaksijalni indijum galijum arsenid bazirane opto-elektronske uređaje.

## Spoljašnje veze
- [http://www.ioffe.ru/SVA/NSM/Semicond/InP/index.html
- [http://ieeexplore.ieee.org/xpl/RecentCon.jsp?punumber=3525